# Championnats du monde de course en ligne de canoë-kayak de 2011
Navigation
Édition précédente Édition suivante
Les trente-neuvièmes championnats du monde de course en ligne de canoë-kayak se sont déroulés à Szeged (Hongrie) du 18 au 21 août 2011.
C'est la troisième fois que Szeged accueille ces championnats, après les éditions de 1998 et 2006.

## Résultats

### Hommes

#### Canoë
| Épreuves             | Or                                                                                      | Temps           | Argent                                                                           | Temps           | Bronze                                                               | Temps           |
| C-1 200 m            | Valentin Demyanenko (AZE)                                                               | 39 s 339        | Ivan Shtyl (RUS)                                                                 | 39 s 573        | Alfonso Benavides (ESP)                                              | 39 s 687        |
| C-1 500 m            | Vladimir Fedosenko (RUS)                                                                | 1 min 46 s 647  | Dzianis Harazha (BLR)                                                            | 1 min 46 s 827  | Oleksandr Maksymchuk (UKR)                                           | 1 min 47 s 679  |
| C-1 1000 m           | Attila Vajda (HUN)                                                                      | 4 min 04 s 749  | David Cal (ESP)                                                                  | 4 min 06 s 045  | Vadim Menkov (UZB)                                                   | 4 min 08 s 151  |
| C-1 5000 m           | Mykhaylo Koshman (UKR)                                                                  | 23 min 23 s 823 | Lukáš Koranda (CZE)                                                              | 23 min 24 s 987 | Jose Luis Bouza (ESP)                                                | 23 min 55 s 173 |
| C-1 4 × 200 m relais | Russie Ivan Shtyl Victor Melantiev Alexey Korovashkov Evgeny Ignatov                    | 2 min 46 s 955  | Azerbaïdjan Sergiy Bezugliy Maksim Prokopenko Andriy Kraytor Valentin Demyanenko | 2 min 48 s 341  | Allemagne Stefan Holtz Stefan Kiraj Björn Wäschke Sebastian Brendel  | 2 min 48 s 473  |
| C-2 200 m            | Lituanie Raimundas Labuckas Tomas Gadeikis                                              | 37 s 101        | Russie Victor Melantiev Nikolay Lipkin                                           | 37 s 413        | Biélorussie Dzmitry Rabchanka Aliaksandr Vauchetski                  | 37 s 599        |
| C-2 500 m            | Roumanie Liviu-Alexandru Dumitrescu-Lazăr Victor Mihalachi                              | 1 min 45 s 524  | Azerbaïdjan Sergiy Bezugliy Maksim Prokopenko                                    | 1 min 46 s 178  | Allemagne Peter Kretschmer Kurt Kuschela                             | 1 min 46 s 802  |
| C-2 1000 m           | Allemagne Stefan Holtz Tomasz Wylenzek                                                  | 3 min 31 s 070  | Azerbaïdjan Sergiy Bezugliy Maksim Prokopenko                                    | 3 min 31 s 952  | Roumanie Liviu-Alexandru Dumitrescu-Lazar Victor Mihalachi           | 3 min 32 s 264  |
| C-4 1000 m           | Biélorussie Dzmitry Rabchanka Dzmitry Vaitsishkin Dzianis Harazha Aliaksandr Vauchetski | 3 min 26 s 703  | Roumanie Gabriel Gheoca Catalin Costache Florin Comanici Mihail Simion           | 3 min 28 s 071  | Hongrie Mátyás Sáfrán Mihály Sáfrán Henrik Vasbányai Szabolcs Németh | 3 min 28 s 113  |

#### Kayak
| Épreuves             | Or                                                                      | Temps           | Argent                                                                         | Temps           | Bronze                                                                        | Temps           |
| K-1 200 m            | Piotr Siemionowski (POL)                                                | 34 s 770        | Edward McKeever (GBR)                                                          | 34 s 986        | Ronald Rauhe (GER)                                                            | 35 s 118        |
| K-1 500 m            | Marek Twardowski (POL)                                                  | 1 min 36 s 688  | Pavel Miadzvedzeu (BLR)                                                        | 1 min 37 s 174  | Yury Postrygay (RUS)                                                          | 1 min 38 s 404  |
| K-1 1000 m           | Adam van Koeverden (CAN)                                                | 3 min 36 s 194  | Anders Gustafsson (SWE)                                                        | 3 min 39 s 488  | Eirik Verås Larsen (NOR)                                                      | 3 min 39 s 818  |
| K-1 5000 m           | Max Hoff (GER)                                                          | 19 min 51 s 200 | Aleh Yurenia (BLR)                                                             | 20 min 07 s 952 | Maximilian Benassi (ITA)                                                      | 20 min 11 s 936 |
| K-1 4 × 200 m relais | Allemagne Nicole Reinhardt Tina Dietze Carolin Leonhardt Conny Wassmuth | 2 min 49 s 541  | Russie Natalia Lobova Anastasiya Sergeeva Natalia Proskurina Svetlana Kudinova | 2 min 50 s 207  | Pologne Aneta Konieczna Karolina Naja Ewelina Wojnarowska Marta Walczykiewicz | 2 min 50 s 951  |
| K-2 200 m            | France Arnaud Hybois Sébastien Jouve                                    | 31 s 940        | Royaume-Uni Liam Heath Jonathan Schofield                                      | 32 s 156        | Biélorussie Raman Piatrushenka Vadzim Makhneu                                 | 32 s 390        |
| K-2 500 m            | Hongrie Dávid Tóth Tamás Kulifai                                        | 1 min 28 s 134  | Lituanie Ricardas Nekriosius Andrej Olijnik                                    | 1 min 28 s 524  | Pologne Denis Ambroziak Dawid Putto                                           | 1 min 28 s 848  |
| K-2 1000 m           | Slovaquie Peter Gelle Erik Vlček                                        | 3 min 20 s 626  | Suède Markus Oscarsson Henrik Nilsson                                          | 3 min 21 s 478  | Russie Vitaly Yurchenko Vasily Pogreban                                       | 3 min 21 s 544  |
| K-4 1000 m           | Allemagne Norman Bröckl Robert Gleinert Max Hoff Paul Mittelstedt       | 2 min 47 s 734  | Australie Jacob Clear Murray Stewart David Smith Tate Smith                    | 2 min 48 s 724  | Russie Ilya Medvedev Anton Vasilyev Anton Ryakhov Oleg Zhestkov               | 2 min 49 s 516  |

### Dames

#### Canoë
| Épreuves  | Or                                                  | Temps          | Argent                                     | Temps          | Bronze                                   | Temps          |
| C-1 200 m | Laurence Vincent-Lapointe (CAN)                     | 48 s 876       | Maria Kazakova (RUS)                       | 50 s 166       | Staniliya Stamenova (BUL)                | 51 s 192       |
| C-2 500 m | Canada Laurence Vincent-Lapointe Mallorie Nicholson | 2 min 01 s 028 | Russie Anastasia Ganina Natalia Marasanova | 2 min 03 s 440 | Hongrie Kincső Takács Gyöngyvér Baravics | 2 min 08 s 534 |

#### Kayak
| Épreuves             | Or                                                                                 | Temps           | Argent                                                                     | Temps           | Bronze                                                                    | Temps           |
| K-1 200 m            | Lisa Carrington (NZL)                                                              | 39 s 998        | Marta Walczykiewicz (POL)                                                  | 40 s 472        | Inna Osypenko-Radomska (UKR)                                              | 40 s 670        |
| K-1 500 m            | Nicole Reinhardt (GER)                                                             | 1 min 47 s 066  | Danuta Kozák (HUN)                                                         | 1 min 47 s 396  | Inna Osypenko-Radomska (UKR)                                              | 1 min 48 s 668  |
| K-1 1000 m           | Tamara Csipes (HUN)                                                                | 4 min 11 s 388  | Krisztina Zur (USA)                                                        | 4 min 13 s 470  | Naomi Flood (AUS)                                                         | 4 min 14 s 124  |
| K-1 5000 m           | Tamara Csipes (HUN)                                                                | 22 min 19 s 816 | Lani Belcher (GBR)                                                         | 22 min 26 s 572 | Maryna Paltaran (BLR)                                                     | 22 min 37 s 294 |
| K-1 4 × 200 m relais | Espagne Saul Craviotto Rivero Ekaitz Saies Sistiaga Pablo Andres Carlos Perez Rial | 2 min 24 s 891  | Russie Viktor Zavolsky Alexander Dyachenko Mikhail Tamonov Evgeny Salakhov | 2 min 25 s 701  | Danemark Jimmy Bøjesen Casper Nielsen Kasper Bleibach Lasse Nielsen       | 2 min 25 s 821  |
| K-2 200 m            | Hongrie Katalin Kovács Danuta Kozák                                                | 37 s 667        | Pologne Karolina Naja Magdalena Krukowska                                  | 38 s 165        | Australie Hannah Davis Jo Brigden-Jones                                   | 38 s 369        |
| K-2 500 m            | Autriche Yvonne Schuring Viktoria Schwarz                                          | 1 min 37 s 071  | Allemagne Franziska Weber Tina Dietze                                      | 1 min 37 s 275  | Pologne Beata Mikolajczyk Aneta Konieczna                                 | 1 min 37 s 803  |
| K-2 1000 m           | Allemagne Anne Knorr Debora Niche                                                  | 3 min 50 s 614  | Bulgarie Berenike Faldum Daniela Nedeva                                    | 3 min 50 s 950  | Hongrie Alíz Sarudi Erika Medveczky                                       | 3 min 53 s 416  |
| K-4 500 m            | Hongrie Gabriella Szabó Danuta Kozák Katalin Kovács Dalma Benedek                  | 1 min 36 s 339  | Allemagne Carolin Leonhardt Silke Hoermann Franziska Weber Tina Dietze     | 1 min 37 s 521  | Biélorussie Iryna Pamialova Nadzeya Papok Volha Khudzenka Maryna Paltaran | 1 min 37 s 887  |

### Paracanoë
| Épreuves             | Or                                | Temps          | Argent                    | Temps          | Bronze                         | Temps          |
| K-1 Hommes 200 m LTA | Iulian Serban (ROU)               | 43 s 294       | Andrea Testa (ITA)        | 45 s 166       | Mateusz Surwilo (POL)          | 45 s 898       |
| K-1 Hommes 200 m TA  | Markus Swoboda (AUT)              | 44 s 055       | Tomasz Mozdzierski (POL)  | 51 s 087       | Bence Pál (HUN)                | 53 s 721       |
| K-1 Hommes 200 m A   | Fernando Fernandes De Padua (BRA) | 54 s 340       | Alexey Malyshev (RUS)     | 1 min 02 s 620 | Antonio De Diego Álvarez (ESP) | 1 min 05 s 140 |
| V-1 Hommes 200 m LTA | Mahoney Patrick (GBR)             | 57 s 648       | George Thomas (NZL)       | 58 s 392       | Gerhard Bowitzky (GER)         | 59 s 358       |
| V-1 Hommes 200 m TA  | Sándor Szábo (HUN)                | 1 min 02 s 958 | Robert Balk (USA)         | 1 min 02 s 988 | Daniel Hopwood (GBR)           | 1 min 08 s 778 |
| V-1 Hommes 200 m A   | Stefano Chiozzotto (ITA)          | 1 min 30 s 792 |                           |                |                                |                |
| K-1 Dames 200 m LTA  | Christine Gaulthier (CAN)         | 56 s 425       | Silvia Elvira Lopez (ESP) | 1 min 05 s 743 | Marta Santos Ferreira (BRA)    | 1 min 06 s 571 |
| K-1 Dames 200 m TA   | Marta Santos Ferreira (BRA)       | 1 min 04 s 139 | Christine Selinger (CAN)  | 1 min 06 s 053 | Anna Pani (ITA)                | 1 min 08 s 723 |
| K-1 Dames 200 m A    | Katalin Kadji (HUN)               | 1 min 26 s 561 |                           |                |                                |                |
| V-1 Dames 200 m LTA  | Christine Selinger (CAN)          | 1 min 11 s 882 | Brit Gottschalk (GER)     | 1 min 13 s 490 | Tami Hetke (USA)               | 1 min 14 s 660 |
| V-1 Dames 200 m TA   | Sandra Truccolo (ITA)             | 1 min 31 s 682 |                           |                |                                |                |

## Tableau des médailles
Épreuves officielles uniquement.
| Rang  | Nation           | Or | Argent | Bronze | Total |
| ----- | ---------------- | -- | ------ | ------ | ----- |
| 1     | Hongrie          | 7  | 1      | 4      | 12    |
| 2     | Allemagne        | 6  | 3      | 4      | 13    |
| 3     | Canada           | 5  | 1      | 0      | 6     |
| 4     | Russie           | 2  | 7      | 3      | 12    |
| 5     | Pologne          | 2  | 3      | 4      | 9     |
| 6     | Roumanie         | 2  | 1      | 1      | 4     |
| 7     | Brésil           | 2  | 0      | 1      | 3     |
| 8     | Autriche         | 2  | 0      | 0      | 2     |
| 9     | Biélorussie      | 1  | 3      | 4      | 8     |
| 10    | Royaume-Uni      | 1  | 3      | 1      | 5     |
| 11    | Azerbaïdjan      | 1  | 3      | 0      | 4     |
| 12    | Espagne          | 1  | 2      | 3      | 6     |
| 13    | Lituanie         | 1  | 1      | 0      | 2     |
| 13    | Nouvelle-Zélande | 1  | 1      | 0      | 2     |
| 15    | Ukraine          | 1  | 0      | 3      | 4     |
| 16    | France           | 1  | 0      | 0      | 1     |
| 16    | Slovaquie        | 1  | 0      | 0      | 1     |
| 18    | États-Unis       | 0  | 2      | 1      | 3     |
| 19    | Suède            | 0  | 2      | 0      | 2     |
| 20    | Australie        | 0  | 1      | 2      | 3     |
| 20    | Italie           | 0  | 1      | 2      | 3     |
| 22    | Bulgarie         | 0  | 1      | 1      | 2     |
| 23    | Tchéquie         | 0  | 1      | 0      | 1     |
| 24    | Danemark         | 0  | 0      | 1      | 1     |
| 24    | Norvège          | 0  | 0      | 1      | 1     |
| 24    | Ouzbékistan      | 0  | 0      | 1      | 1     |
| Total | Total            | 37 | 37     | 37     | 111   |

## Sources
- Calendrier prévisionnel 2009-2011 sur le site officiel de l'ICF